# مادلين إيزاكسون
مادلين إيزاكسون (بالإنجليزية: Madeleine Isaksson)‏ ملحنة فرنسية، درست مادلين إيزاكسون في الأكاديمية الملكية للموسيقى في ستوكهولم من عام 1979 إلى عام 1987. حصلت على دبلوم كمعلمة بيانو وفرقة موسيقية بعد دراستها على يد جونار هلهاجن ، ثم درست التأليف على يد معلمين من بينهم جونار بوخت و سيفن ديفيد ساندستورم (التأليف)، و بار ليندغرين (الموسيقى الكهروصوتية)، و ارني ميلناس (الآلات الموسيقية)، و بو فالنر. (نظرية الموسيقى والتحليل). في عام 1987 عاشت في امستردام لمدة عام من الدراسة مع الملحن لويس أندريسن . لقاءات مع الملحنين في دورات التأليف المختلفة في أوروبا، بريان فيرينهو ، اينايس زيناكيس ، مورتون فيلدمان و إيمانويل نونيس ، ساهموا جميعًا في تطوير إيزاكسون كملحن. انتقلت في أوائل التسعينيات إلى فرنسا حيث تعيش وتعمل بالقرب من باريس .